# Javier Klimowicz
Javier Hernán Klimowicz Laganá (Quilmes, Buenos Aires, Argentina, 10 de marzo de 1977) es un exfutbolista argentino nacionalizado ecuatoriano. Jugaba de portero y su último club fue Emelec de la Serie A de Ecuador. Actualmente es el técnico de la Reserva del Club Sport Emelec.
Es hermano de Diego Klimowicz, su hijo Luca Klimowicz también es futbolista; juega en Instituto de Córdoba, categoría 2004.

## Trayectoria

### Instituto de Córdoba
Su primer club fue el Instituto de Córdoba, con el que debutó en 1998 en el torneo Nacional B de Argentina. En 1999 ascendió a Primera División. En Instituto estuvo hasta 2001, en ese club lo dirigió Gerardo "el Tata" Martino.

### Blooming
En 2002 fue al Blooming de Bolivia, donde permaneció dos años y se lo considera uno de los ídolos del club.

### Deportivo Cuenca
En 2004 se unió al Deportivo Cuenca de la Primera División del fútbol ecuatoriano. En su primer año, fue sancionado por la Federación Ecuatoriana de Fútbol, debido a una acción contra el árbitro Mauricio Reinoso. Ese mismo año fue campeón, mejor arquero del torneo y figura en su equipo que por primera vez en su historia consiguió el título de campeón ecuatoriano. Con Deportivo Cuenca jugó la Copa Libertadores 2005, 2006 y 2008.
Klimowicz es considerado uno de los mejores arqueros extranjeros que ha jugado últimamente en Ecuador. En el año 2007 obtuvo su carta de nacionalidad ecuatoriana, por lo que meses después fue convocado a la Selección ecuatoriana de fútbol. En Deportivo Cuenca disputó un total de 155 partidos por torneos locales.

### Club Sport Emelec
En 2009 sus derechos deportivos fueron adquiridos por el Club Sport Emelec, donde muchas veces ha sido figura, tanto en partidos nacionales como internacionales. A mediados de 2011 sufrió una lesión que lo alejó de las canchas durante dos años, volviendo el 2013, año en el que fue campeón de Ecuador, lo que repitió en 2014 y 2015, siendo tricampeón.

## Retiro
Última concentración y se termina una etapa en mi vida, no es nada fácil esta decisión porque se termina lo que más amaba de chico y ahora de grande ya lo estaba casi sufriendo después de algunas lesiones, lo que me queda dentro mío es que no me guardé nada, di todo lo que podía en cada entrenamiento y partido, obviamente agradeciendo a muchas personas que estuvieron al lado en las buenas y mucho más en las malas, uve la suerte que fueran varias personas y es complicado dar nombres porque sería injusto si me olVido de alguien, seguramente siga ligado al fútbol porque es lo que me enseñaron de chico y lo que más quiero y me prepararé para hacer las cosas de la mejor manera, lo que sí voy agradecer es a las dos personas por eso lo hago público, que me eseñaron algo que no se compra con nada en este mundo y que se llama VALORES y es a mis viejos que sin eso no hubiera estado tantos años en esta profesión, puedo mirar a la cara a todas las personas, y todo lo que hice fue por mis 4 hijos (cami, Luca, Mati y Mía) ahora solo pedirle que me tengan paciencia jajajaja voy a ser insoportableeeee.

SALUDDDJavier Klimowicz En Emelec

## 2017 nueva etapa
Regreso a su país natal Argentina para retirar su título de Técnico, ya que había seguido el curso en línea luego de graduarse. El presidente del Club Sport Emelec Nassib Neme le propuso que sea el nuevo Director técnico del Equipo de Reserva del mismo.

## Selección nacional
Fue internacional con la selección de fútbol de Ecuador en 2 ocasiones. Su debut fue en el amistoso disputado el 6 de junio de 2007 en Barcelona-España, contra la selección de Perú en la victoria 2-0 con la que Ecuador ganó la Copa Desafío Latino.

### Participaciones en Eliminatorias
| Eliminatorias     | Sede            | Resultado      | Partidos | Goles |
| ----------------- | --------------- | -------------- | -------- | ----- |
| Eliminatoria 2010 | América del Sur | No Clasificado | 2        | 0     |

## Clubes

### Como futbolista
| Club                 | País      | Año       | Partidos |
| -------------------- | --------- | --------- | -------- |
| Instituto de Córdoba | Argentina | 1998-2001 | 54       |
| Blooming             | Bolivia   | 2002-2003 | 42       |
| Deportivo Cuenca     | Ecuador   | 2004-2008 | 170      |
| Emelec               | Ecuador   | 2009-2016 | 52       |

### Como entrenador
| Club                        | País    | Año           |
| --------------------------- | ------- | ------------- |
| Club Sport Emelec (Reserva) | Ecuador | 2017-Presente |

## Palmarés

### Campeonatos nacionales
| Título             | Club                 | País      | Año  |
| ------------------ | -------------------- | --------- | ---- |
| Primera B Nacional | Instituto de Córdoba | Argentina | 1999 |
| Serie A de Ecuador | Deportivo Cuenca     | Ecuador   | 2004 |
| Serie A de Ecuador | Emelec               | Ecuador   | 2013 |
| Serie A de Ecuador | Emelec               | Ecuador   | 2014 |
| Serie A de Ecuador | Emelec               | Ecuador   | 2015 |

### Torneos internacionales amistosos
| Título              | Club                 | País           | Año  |
| ------------------- | -------------------- | -------------- | ---- |
| Copa Desafío Latino | Selección de Ecuador | España         | 2007 |
| Copa del Pacífico   | Emelec               | Ecuador        | 2010 |
| Copa del Pacífico   | Emelec               | Ecuador y Perú | 2016 |

### Distinciones individuales
| Distinción                             | Club             | País    | Año  |
| -------------------------------------- | ---------------- | ------- | ---- |
| Mejor Arquero de la Serie A de Ecuador | Deportivo Cuenca | Ecuador | 2004 |